# Bob Brookmeyer Small Band
The Bob Brookmeyer Small Band è un doppio album live di Bob Brookmeyer, pubblicato nel 1978 dall'etichetta Gryphon Records.
Il disco fu registrato dal vivo nei giorni 28 e 29 luglio del 1978 al "Sandy's Jazz Revival" a Beverly nel Massachusetts (Stati Uniti).
Nel 1999 fu stampato in un CD dalla DCC Compact Classics contenente otto brani, nel 2006 dalla stessa Gryphon Records (sempre con otto tracce) con il titolo
"Live at Sandy's Jazz Revival".

## Tracce
Lato A
1. You'd Be so Nice to Come Home To – 8:57 (Cole Porter)
2. Bad Agnes – 3:56 (Bob Brookmeyer)
3. Someday My Prince Will Come – 7:49 (Frank Churchill, Larry Morey)
4. Sweet & Lovely – 7:46 (Gus Arnheim, Harry Tobias, Jules Lemare)

Lato B
1. Madam X – 7:07 (Bob Brookmeyer)
2. Smoke Gets in Your Eyes – 4:12 (Jerome Kern, Otto Harbach)
3. Yesterdays – 9:18 (Jerome Kern, Otto Harbach)
4. Body & Soul – 2:50 (Edward Heyman, Robert Sour)

Lato C;
1. Moonlight in Vermont – 8:08 (John Blackburn, Karl Suessdorf)
2. Can't Get Started – 2:41 (Ira Gershwin, Vernon Duke)
3. Soft Porn – 7:34 (Andy Laverne)
4. Ev'rything I Love – 9:08 (Cole Porter)

Lato D;
1. Exactly Alike – 10:43 (Andy Laverne)
2. Passages – 7:43 (Art Koenig)
3. (Bob's Theme) It's A Wonderful World – 5:27 (Harold Adamson, Jan Savitt)

## Musicisti
- Bob Brookmeyer - trombone a pistoni
- Jack Wilkins - chitarra
- Michael Moore - contrabbasso
- Joe LaBarbera - batteria